# Mine Voss
Mine Voss (* 15. August 1989 in Berlin) ist eine deutsche Schauspielerin und Sängerin.

## Leben
Die gebürtige Berlinerin hat einen deutschen Vater und eine japanische Mutter. Bereits während ihrer Schulzeit absolvierte sie zusätzlich eine gymnasiale Ballettausbildung in Köln. Auf der Bühne stand sie regelmäßig seit ihrem neunten Lebensjahr. 
Sie lebte ein Jahr zum Austausch in Südafrika und machte anschließend eine Ausbildung zur Musicaldarstellerin in Hamburg, die sie 2009 abschloss. Zudem studierte sie Kultur- und Medienmanagement.
Voss spielte im Münsteraner Tatort Hinkebein mit und verkörperte von Mai 2012 bis April 2013 die Rolle der Suji Wagner in der RTL-Serie Unter uns. Danach war sie als Akiko in der WDR-Produktion Meuchelbeck zu sehen.

## Filmografie
- 2012: Tatort – Hinkebein
- 2012–2013: Unter uns (Fernsehserie)
- 2015: Meuchelbeck
- 2017: Bettys Diagnose (Fernsehserie, Folge Unter Druck)
- 2017: Nicht tot zu kriegen (Fernsehserie, Folge Helmut lässt die Puppen tanzen)